# Emil Kirdorf
Emil Kirdorf (8 de abril de 1847, Mettmann, Provincia del Rin, Confederación Germánica - Tercer Reich, Mülheim, 13 de julio de 1938) fue un industrial alemán, uno de los primeros empleadores importantes en los sectores industriales del Ruhr. Adolf Hitler le otorgó personalmente la Orden del Águila Alemana, la distinción más alta del Tercer Reich, en su 90 cumpleaños en 1937, por su apoyo al Partido Nacionalsocialista a fines de la década de 1920.

## Biografía
Emil Kirdorf nació en Mettmann, provincia del Rin. Su padre era un rico propietario de una fábrica de tejidos. Tenía un hermano llamado Adolf que sería su socio comercial durante su vida adulta. Kirdorf se ofreció como voluntario un año en 1864 en Hamburgo para trabajar en una empresa de exportación. Un año después, trabajó en una empresa textil en Krefeld. La fábrica de la familia se declaró en quiebra, principalmente debido a la negativa de la gerencia a introducir telares mecánicos. Por lo tanto, Kirdorf se cambió a la industria minera en la que trabajó como contador. Después de la Guerra Franco-Prusiana, se convirtió en director de Zeche Holland en 1871. Dos años después, el empresario Friedrich Grillo le ofreció el puesto de director comercial en la empresa Gelsenkirchener Bergwerks-AG (GBAG). Se convirtió en gerente general de GBAG en 1893. Dirigió la compañía a través de la larga depresión de la década de 1870, y ocupó este cargo hasta 1926. 
Bajo su dirección, el GBAG se convirtió en la mayor empresa europea de minas de carbón, y Emil Kirdorf se hizo conocido como el "Barón de la chimenea" (Schlotbarons. Las compañías Hansa, Zollern y Germania se integraron a GBAG bajo el liderazgo de Kirdorf. Kirdorf fue uno de los principales fundadores del sindicato de empleadores Rheinisch-Westfälisches Kohlen-Syndikat en 1893, miembro de su junta directiva hasta 1913. 98 empresas mineras del Ruhr pertenecían a este sindicato, que intentó, entre otros objetivos, prevenir dumping. 
Kirdorf también fue uno de los miembros fundadores de la liga pangermanista Alldeutscher Verband en 1891, que abogó por las políticas imperialistas y nacionalistas. También fue miembro fundador de la asociación Freie Ukraine (Ucrania libre), del Kolonialverein (fundado en 1882) y del Flottenverein, un lobby a favor de la extensión de la Marina Kaiserliche contra la Armada británica. 
Después de la Primera Guerra Mundial, fue cofundador del Wirtschaftsvereinigung zur Förderung der geistigen Wiederaufbaukräfte (Asociación de Comercio para la Promoción de las Fuerzas de Reconstrucción Mental), que hundió el imperio mediático de Alfred Hugenberg. En septiembre de 1918, requirió la renuncia del emperador Guillermo II. 
Posteriormente, el GBAG se concentró en sus actividades de carbón. Kirdorf perdió su puesto clave ante Hugo Stinnes, a cuyas políticas de gestión se opuso con vehemencia. Stinnes tenía la intención de convertir a GBAG en la base de un fideicomiso alemán, al que Kirdorf se opuso. Después de la muerte de Stinnes en 1924, Kirdorf recuperó su puesto y entró en el comité ejecutivo. En 1926, el GBAG formó el Vereinigte Stahlwerke, del cual controlaba el 15%. Otros grupos incluyeron ThyssenKrupp (26%) y PhoenixKrupp. 
Kirdorf murió en Mülheim en 1938. 

## Papel durante el Tercer Reich
Kirdorf era conocido como un reaccionario por sus puntos de vista autoritarios y antidemocráticos. Rechazó la República de Weimar y luchó contra el movimiento obrero y los sindicatos. Según sus concepciones, el estado y los empresarios tenían que organizar el orden social. Por lo tanto, se convirtió en un promotor activo del ascenso de Hitler al poder. Lo conoció por primera vez el 4 de julio de 1927 y se convirtió en financista del NSDAP. Kirdorf se unió al NSDAP en 1927, pero lo dejó al año siguiente, alegando como razón la influencia de Gregor Strasser en el partido. El 1 de agosto de 1929, fue invitado como invitado al Congreso del Partido Nacionalsocialista en Núremberg. Kirdorf se unió nuevamente al NSDAP en 1934. Lo apoyó principalmente para desviar a la clase trabajadora del marxismo. También fue instigado por Kirdorf que Hitler escribió Der Weg zum Wiederaufstieg en 1927, destinado a la distribución exclusiva y el consumo por parte de los principales industriales de Alemania.
El 26 de octubre de 1927, catorce empresarios industriales asistieron a una conferencia de Hitler en la casa de los Kirdorf. Kirdorf luego organizó, en agosto de 1931, un intercambio de puntos de vista entre Hitler y representantes de la industria del acero. Joseph Goebbels señaló en su diario, el 15 de noviembre de 1936, que Hitler le había contado sobre "cómo quería pegarse un tiro", debido al aumento de las deudas, pero que Kirdorf lo ayudó con 100.000 marcos. 
Hitler le otorgó personalmente, el 10 de abril de 1937, fecha del 90 cumpleaños de Kirdorf, la Orden del Águila Alemana, la distinción más alta del Tercer Reich. Se homenajeó el 13 de julio de 1938 con un funeral de estado en Gelsenkirchen, con Hitler depositando una corona en su féretro.[cita requerida]